# Maeklong vasút

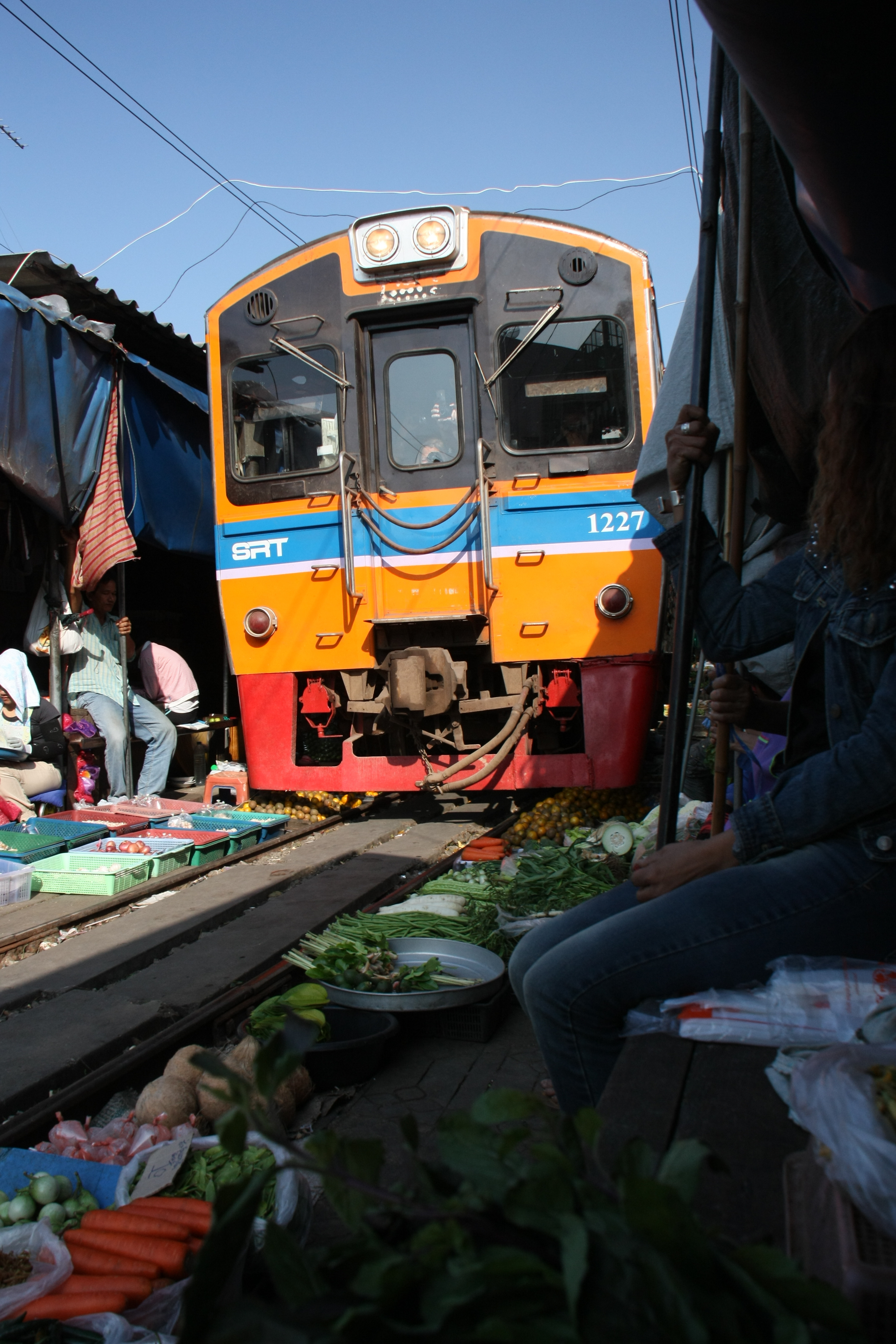
vonat halad át a piacon

A Maeklong vasút (néha Mae Klong-nak írják) Közép-Thaiföldön található, keskeny-nyomközű (1 000 mm-es) pályája kilométerével Wongwian Yai és Samut Songkhram között biztosít vasúti összeköttetést Bangkokon keresztül.
A vonal két részből áll: a keleti rész 18 állomással a Mahachai Line, Samut Sakhon és Wongwian Yai között, a nyugati pedig a Ban Laem Line, ami 15 állomást foglal magába Samut Sakhon-t és Samut Songkhram-ot összekötve. A két rész között csak folyami kompon lehet átkelni.

## Maeklong vasúti piac
A vonalat rendkívül lomha tempóján (30 km/h átlagsebesség) kívül piaca teszi híressé. A vasútvonal megépítésétől – 1904-től – fogva Thaiföld egyik legnagyobb tengeri hal és herkentyű piacát szeli át.
A piac neve is innen ered, leggyakrabban a vasúti vonal neve után „Maeklong vasúti piac” (Maeklong Railway Market) néven hivatkoznak rá, a helyiek „Talad Rom Hoop” névvel illetik, ez nagyjából „le az ernyőkkel piac”-ként ültethető át magyarra (Umbrella Pulldown Market).
Naponta 8 vonat halad át irányonként a piacon keresztül, ilyenkor a helyi árusok begyakorolt mozdulatokkal villámgyorsan leeresztik a napernyőket, elhordják a sínekről az árujukat és a vonat elhaladása után pillanatok alatt vissza is pakolnak mindent.
A sínek mellett az árusok gyakorlatilag kicentizik a vonat űrszelvényét, a vaskerekek milliméterekre gördülnek el a friss zöldségek halmaitól.

## Fordítás
- Ez a szócikk részben vagy egészben  a   Maeklong Railway című angol Wikipédia-szócikk ezen változatának fordításán alapul.  Az eredeti cikk szerkesztőit annak laptörténete sorolja fel. Ez a jelzés csupán a megfogalmazás eredetét és a szerzői jogokat jelzi, nem szolgál a cikkben szereplő információk forrásmegjelöléseként.